# 栃屋駅
栃屋駅（とちやえき）は、富山県黒部市宇奈月町栃屋にある富山地方鉄道本線の駅である。駅番号はT34。

## 歴史
- 1922年（大正11年）11月5日：黒部鉄道により三日市駅（現在のあいの風とやま鉄道黒部駅に隣接） - 下立駅間10.1kmの開業に伴い設置。
- 1943年（昭和18年）
  - 1月1日：富山県内の全鉄道会社が富山電気鉄道を中心とする富山地方鉄道（地鉄）に統合され、黒部線となる。
  - 11月11日：旧黒部鉄道の路線は600Vから1500Vへの昇圧とプラットホーム改修等の工事が完了し、電鉄富山駅からの直通運転が開始された[1]。

## 駅構造

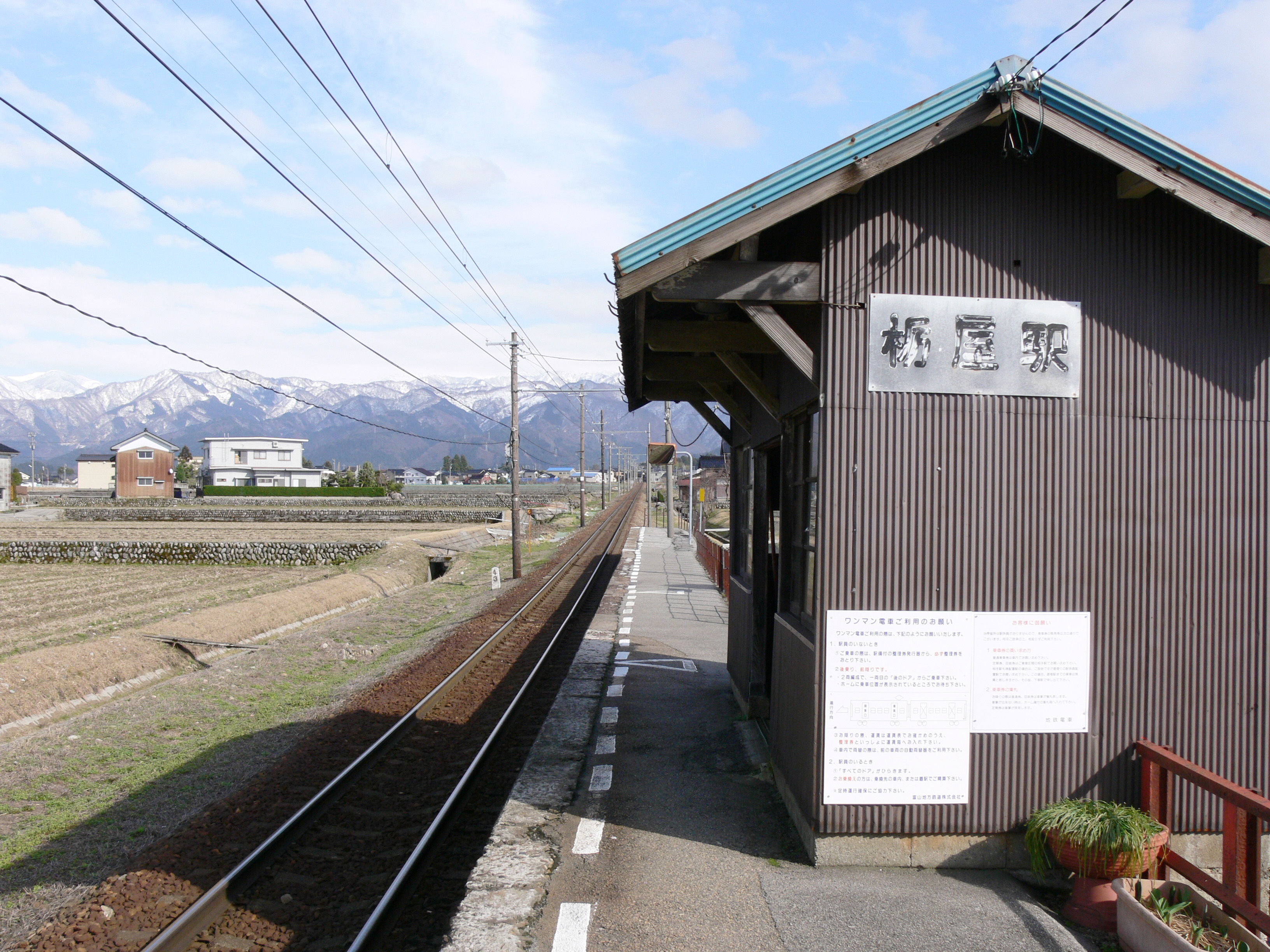
改修前の待合室（2009年3月）

単式ホーム1面1線を持つ地上駅。無人駅である。田んぼに囲まれていることから駅舎は「カエル色」に塗装されている。

## 利用状況
「統計黒部」によると、2019年度の一日平均乗降人員は77人であった。なお、2003年度以降の乗降人員は以下の通りである。
| 年度   | 一日平均 乗降人員 |
| ------ | ----------------- |
| 2003年 | 93                |
| 2004年 | 92                |
| 2005年 | 93                |
| 2006年 | 93                |
| 2007年 | 87                |
| 2008年 | 83                |
| 2009年 | 78                |
| 2010年 | 77                |
| 2011年 | 78                |
| 2012年 | 78                |
| 2013年 | 80                |
| 2014年 | 73                |
| 2015年 | 77                |
| 2016年 | 81                |
| 2017年 | 80                |
| 2018年 | 82                |
| 2019年 | 77                |
| 2020年 | 64                |
| 2021年 | 53                |
| 2022年 | 68                |

## 駅周辺
- 法傅寺
- 富山工業

## 隣の駅
富山地方鉄道
■本線
■アルペン特急・■特急
通過
■急行（上りのみ運転）・■普通
若栗駅 (T33) - 栃屋駅 (T34) - 浦山駅 (T35)